# Distrito de Asunción (Cajamarca)
Asunción es un distrito (municipio) situado en la provincia de Cajamarca, en el departamento de Cajamarca, Perú. Según el censo de 2017, tiene una población de 7939 habitantes.

## Historia
Fue creado el 2 de octubre de 1916.

## Lugares de interés
En los alrededores de la plaza mayor del distrito se encuentra la municipalidad, la catedral, la comisaría, el mercado, el estadio de fútbol, el cementerio, también algunos barrios como Batampampa, Los Judíos, Porvenir, El Comercio, etc.
El distrito de Asunción cuenta con:
- Ruinas arqueológicas en Pachani.
- Bateas caserío Huaval.
- Colloadar (el cerro minero encantado).
- Calvario (donde se encuentra una virgen que según los pobladores cuida a la Asunción) en el caserío de Chiquildo.
- Templo de la Virgen del Tránsito, en la zona urbana.
- Templo en su plaza de mayor estilo español
- Cataratas en el caserío Chiquildo y Marra.

## Autoridades

### Municipalidad del Distrito
- 2023-2026
  - Alcalde Erick Manuel Vigo Rojas
  - Regidores: Jesús Miranda Muñoz, Irma Portilla Mendoza, Luis Fernando Salazar Coro, Santos Armando Luna Saldaña, Doris Beatriz Zevallos Apolitano
- 2019-2022
  - Alcalde Luis Antonio Villanueva Obando
- 2014-2018
  - Alcalde Juan Torrel Rabanal
- 2011-2014
  - Alcalde: Segundo Manuel Vigo Muñoz, del Frente Regional de Cajamarca (FRC).
  - Regidores: Regidores: Santos Cotrina Vásquez (FRC), Manuel Delgado Miranda (FRC), Celia Sánchez Córdova (FRC), Jabier Zavaleta Chuquitucto (FRC), Próspero Vigo Luna (APRA).

### Centros poblados
- Huayllagal: Nilser Cortes Jiménez
- Chamani Alto: Enestor Tocas Mendoza
- Sapuc: Segundo Zavaleta Neyra
- Vista Alegre: Efren Britaldo Vigo Arana

### Religiosas
- Párroco: José Adán Leyva Mendoza

### Policiales
- SBPNP Edilberto Vargas Vidarte

### Salud
- Zona Sanitaria San Juan:  Obstetra Sheyla Leyva Peralta
- Puesto de Salud de Asunción: Renzo Alegría Valqui

## Turismo
Pueblo colonizado por los españoles, Asunción es conocido por ser la tierra de la chirimoya, el huarapo y su acogedora gente que incentiva a visitar más seguido a ese hermoso pueblito...
A una media hora de camino se encuentra el caserío de Huabal, al cual se llega solamente a pie, a caballo o en burro. Huabal es un caserío atractivo caracterizado por gran cantidad de vegetación. 
También tenemos unas bateas de piedra donde los visitantes pueden bañarse, también tenemos las cataratas en el caserío de marra y en el caserío de Chiquildo desde el distrito de la Asunción podemos apreciar el vistoso cerro llamado el Colloadar es un cerro donde hay oro sin explotar, en este lugar hay un arroyo de agua cristalina que según los pobladores de este lugar dicen que es el agua de la eterna juventud por lo que recomiendan tomar de esta agua y darse un baño para sentirse mejor.
La visita a este lugar es muy relajante y exclusiva porque nos permite estar en contacto directo con la naturaleza, conocer costumbres populares.
La Chirimoya o "Annona Cherimola" es  el cultivo más representativo de la zona.

## Festividades
- Febrero.

Se celebran las tradicionales fiestas de carnavales, concurso de coplas y conparsas, y lo famosos grupos carnavaleros(grupos de personas que cantan carnaval y visitan varias casas cantando y tocando su guitarra). no se puede dejar de comer su platos típicos picante de papa con cuy , cabeza de chancho con yuca.
- Agosto.

Se inicia con la fiesta patronal de la "Santísima Virgen de las Nieves" celebrada del 29 de julio al 8 de agosto en el caserío Rinconada. el día central es el  3 y 5 de agosto día de procesión de la virgen que hace un recorrido de 10 KM aprox. de procesión acompañada de sus fieles devotos y danzas de pallas e incaicos se puede rescatar el valor cultural de las danzas que representan con sus trajes al imperio de los incas. indudablemente esta festividad no se puede perder por la acogedora gente que caracteriza a este lugar.
La patrona del pueblo es la Virgen de la Asunción y el 15 de agosto de cada año sale en procesión por las calles del distrito acompañada por todos sus fieles devotos con sus pallas (son niñas que cantan y bailan para las vírgenes) y sus Incaicos (hombres que cantan y bailan para la virgen), que danzan y cantan al estilo de la época de los incas, el pueblo le rinde homenaje a la virgen reventando en cada esquina cohetes de arranque y quemando castillos, esta fiesta dura más de una semana y termina con dos grandes tardes de corridas de toros (de muerte y de alegría) que son amenizadas por la presencia de la banda de músicos "Mi Asunción", que tocan al compás de las jugadas de los toreros. Este evento conglomera a todos los habitantes del pueblo y sus caserío.
- Noviembre

Todos los Santos.